# もうそう★こうかんにっき
「もうそう★こうかんにっき」は、乙女新党のシングル。2013年2月20日にふわふわれこーどから発売された。

## 概要
アイドルグループ、乙女新党のデビューシングル。表題曲「もうそう★こうかんにっき」は、テレビアニメ『GJ部』のオープニングテーマに起用された。販売形態は初回限定盤と通常盤の2種リリースで、前者には表題曲のPVを収めたDVDが同梱されている。ちなみにPVは早朝に都庁前で行われ、リアカーをメンバー全員で引くなどの体育会系的なシーンが盛り込まれている。

## 収録曲

### A-type
1. もうそう★こうかんにっき [4:13][3]
作詞：前山田健一、作曲・編曲：電球
テレビアニメ『GJ部』オープニングテーマ
メンバー全員の考えを歌詞にした歌で、葵曰く「アップテンポな曲」、荒川曰く「元気なイメージのある曲」。葵は2番のサビが難しいために何度もやり直しており、荒川はレコーディングでは地声が低いことから高い声で歌うよう努力したという[1]。
2. ときめき☆パラドックス [4:37][3]
作詞・作曲：浅野尚志、編曲：Tak Miyazawa・浅野尚志
ツンデレ少女をテーマとした曲で、パートも田尻、荒川、葵がツン、高橋がデレを担当している[8]。
3. もうそう★こうかんにっき（Off vocal）
4. ときめき☆パラドックス（Off vocal）

DVD
1. もうそう★こうかんにっき（Music Video）
2. 特典映像

### B-type
1. もうそう★こうかんにっき
2. ときめき☆パラドックス
3. もうそう★こうかんにっき（TV-size） [1:32][3]
4. もうそう★こうかんにっき（Off vocal）
5. ときめき☆パラドックス（Off vocal）

## GJ部バージョン
『サクラカウントダウン』通常盤に「もうそう★こうかんにっき（GJ部バージョン フルサイズ）」が収録。